# Habronyx pyretorum
Habronyx pyretorum là một loài tò vò trong họ Ichneumonidae.